# セレクション (スーパーマーケット)
株式会社セレクションは、千葉県を営業基盤とするスーパーマーケット「フーズマーケットセレクション」を運営する企業。本社は千葉県市川市湊新田1-6-8。CGCグループに加盟している。

## 店舗
- 八潮店（埼玉県八潮市）
- 三郷店（埼玉県三郷市）
- 行徳店（千葉県市川市）
- 西原店（千葉県柏市）
- 西船橋店（千葉県船橋市）
- 花野井店（千葉県柏市）
- しいの木台店（千葉県柏市）
- 青葉台店（千葉県柏市）
- 松戸店（千葉県松戸市）